# Delonix regia
Delonix regia este o specie de plante din familia fabaceelor, originară din Madagascar. Se remarcă prin frunzele sale asemănătoare celor de ferigă și culoarea vie, roșu-oranj, a florilor. În multe ținuturi tropicale este crescută ca plantă ornamentală.

## Descriere

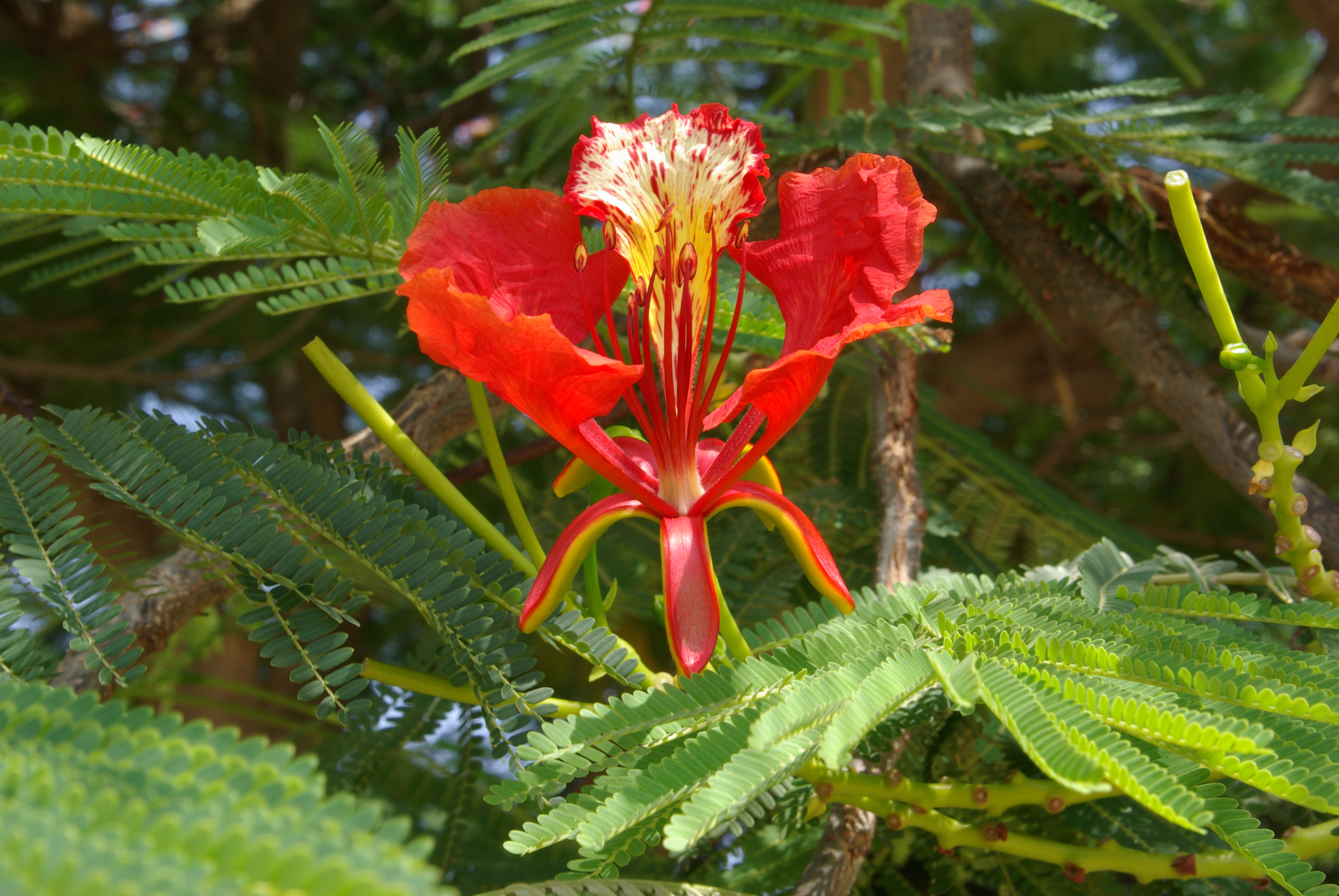
Floarea (Kibuțul Ginnosar, Israel)

Florile sunt mari, cu patru petale stacojii sau roșu-oranj cu lungime de până la 8 cm și o a cincea petală verticală puțin mai mare cu pete albe și galbene, numită stindard. Se găsesc în corimbe de-a lungul și la capătul crengilor. Varietatea flavida care poate fi întâlnită în natură are flori galbene.

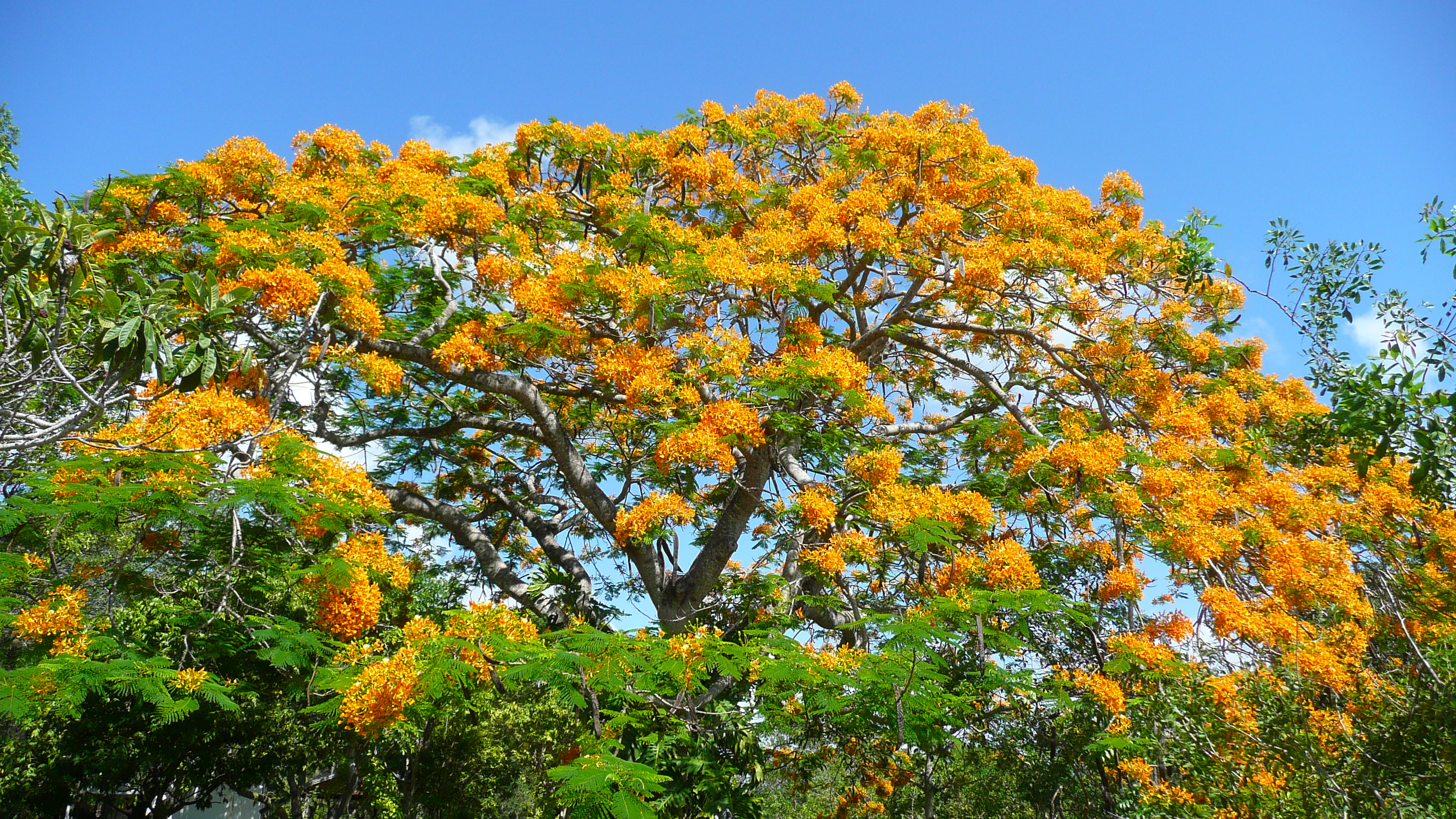
Delonix regia var. flavida

Păstăile tinere sunt verzi și moi, dar cu timpul devin tari și maro-închis. Pot avea lungimea de până la 60 cm și lățimea de 5 cm. Frunzele compuse (dublu-penate) sunt de un verde crud caracteristic. Fiecare frunză este și formată din 20 – 40 perechi de frunzulițe primare formate la rândul lor din 10 – 20 perechi de frunzulițe secundare. 

O parte a frunzei îndeaproape

## Răspândire și cultivare
Delonix regia este endemic în pădurile de foioase xerofile din Madagascar, dar a fost introdus în zonele tropicale și subtropicale în toată lumea. În sălbăticie este în pericol de dispariție, însă este cultivat pe alte continente și considerat în multe locuri drept aclimatizat.

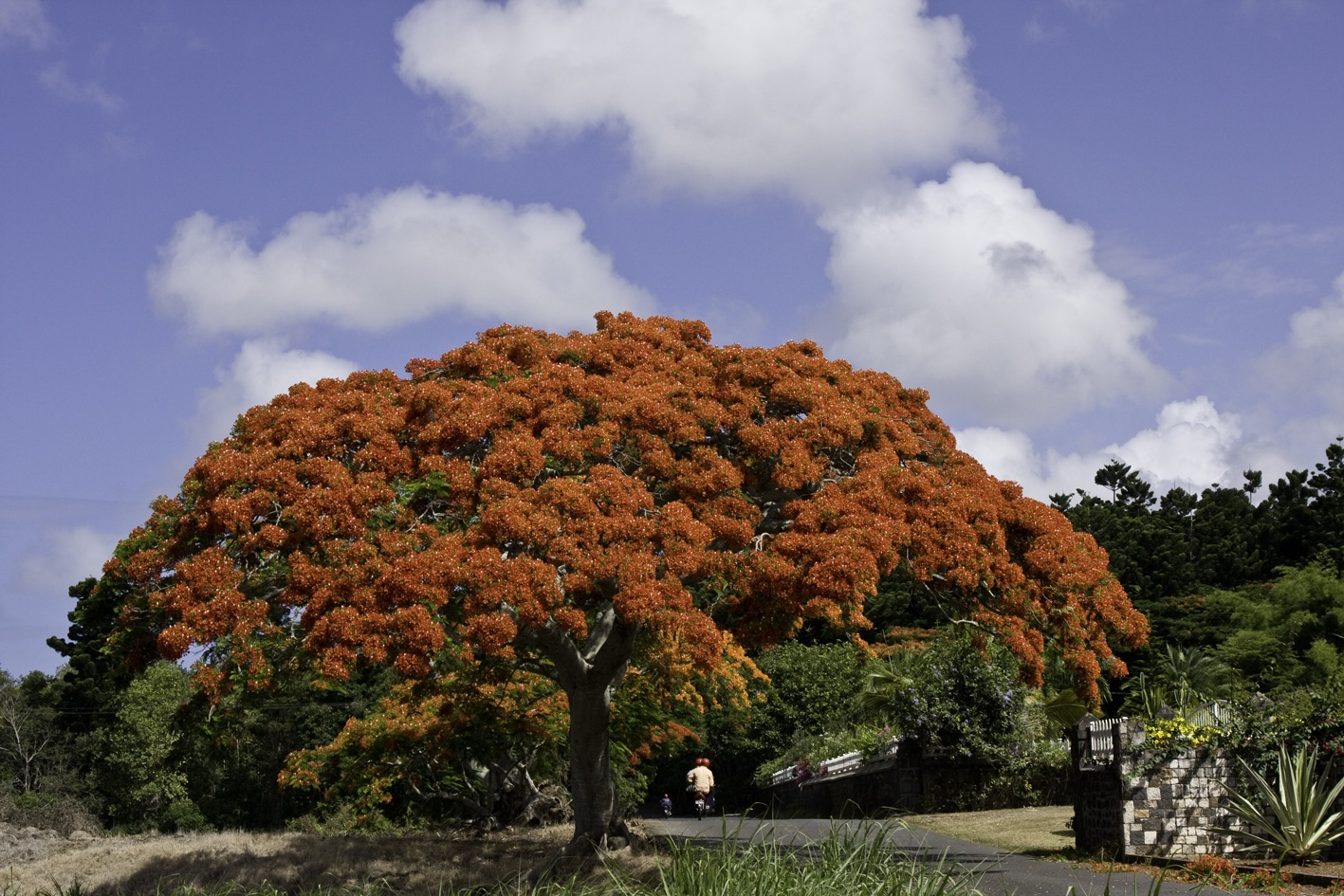
Copac înflorind (Insula Mauritius)

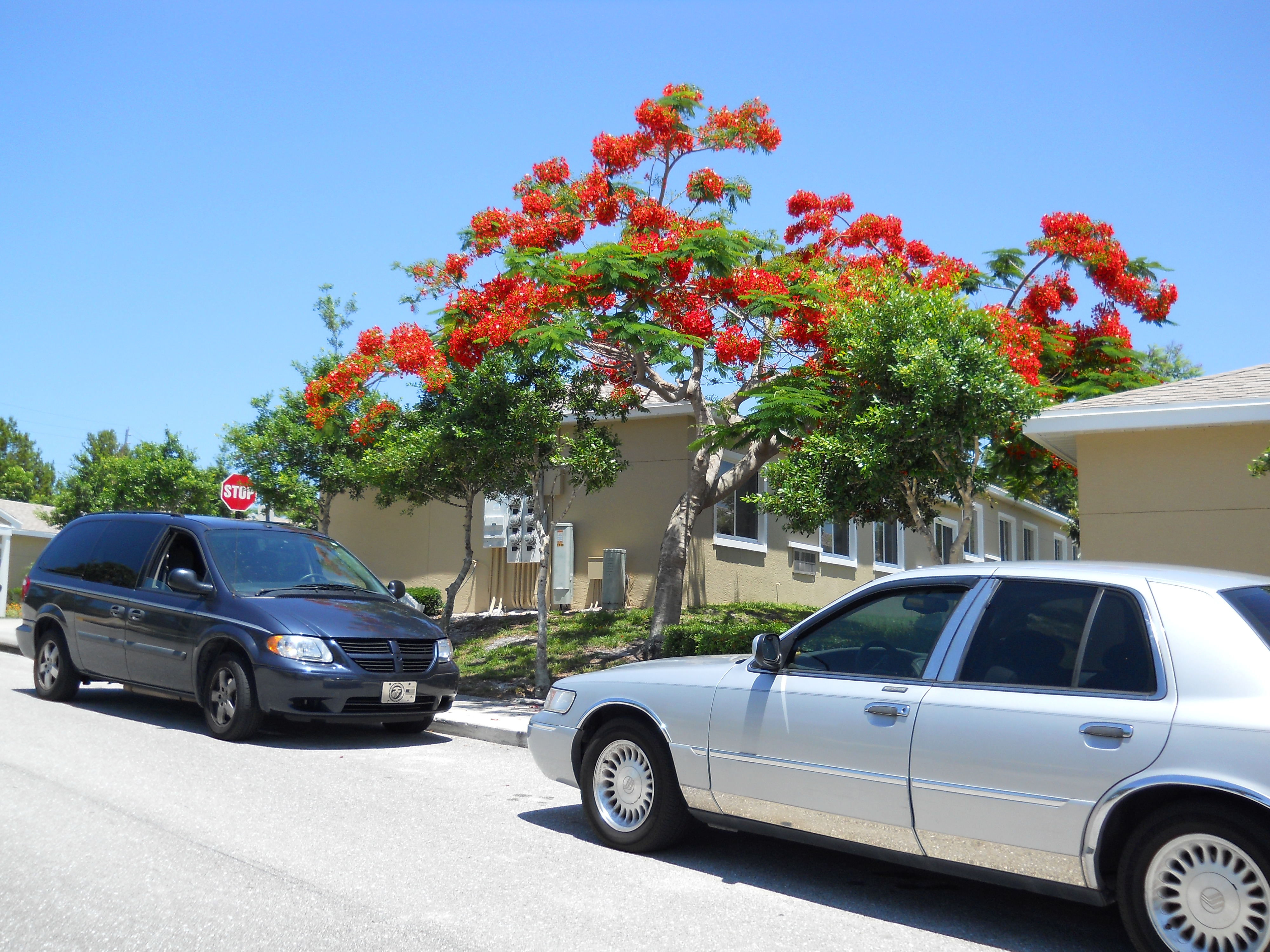
Copac în comitatul Martin, Florida, înflorind în mai

Planta necesită un climat tropical sau subtropical, dar poate tolera seceta și salinitatea sporită. Preferă soluri ușoare nisipoase sau argiloase îmbogățite cu materie organică. Copacul nu suportă soluri grele ori lutoase și înflorește mai abundent în condiții de umiditate mai redusă. 
În afară de valoarea sa ornamentală, este și o sursă de umbră apreciată în condiții tropicale, dat fiind faptul că ajunge la o înălțime redusă (de cele mai multe ori 5 m, dar uneori până la 12 m), dar are o coroană largă și frunziș des. 